# District de Khagaria
Le district de Khagaria  (hindi : खगडिया जिला) est un district de l'état du Bihar, en Inde,

## Géographie
Au recensement de 2011, sa population compte 1 657 599 habitants.
Son chef-lieu est la ville de Khagaria. 